# Local Organizing Committee
Als Local Organizing Committee (abgekürzt LOC), zu deutsch Lokalkomitee oder Tagungsbüro, wird ein Komitee genannt, das die Infrastruktur für eine wissenschaftliche Konferenz, einen internationalen Kongress oder eine andere größere Tagung vorbereitet.
Während die fachliche Vorbereitung und insbesondere die Auswahl der eingereichten Referate einem meist internationalen Gremium von ausgewiesenen Fachleuten obliegt (siehe Scientific Organizing Committee oder SOC), ist die Aufgabe des LOC die örtliche Organisation. Es besteht im Gegensatz zum SOC überwiegend aus Mitarbeiter bzw. jüngeren Wissenschaftern der verantwortlichen Institution (Hochschul- oder Forschungsinstitut, Akademie, Fachgesellschaft).
Das LOC ist zunächst für die Infrastruktur des Tagungsortes wie die Konferenzräume zuständig. Bei Tagungen an Universitäten trifft dies fast 100%ig zu, bei solchen in einem Kongresszentrum gibt es dort eigene Organisationseinheiten dafür. Auch externe (private) Dienstleister oder "halbprivate" wie COSIS (wissenschaftlicher Zweckverband) können teilweise mit diesen Aufgaben beauftragt werden, was aber aus Kostengründen erst bei größeren Kongressen üblich ist.